# Narodowa Galeria Sztuki Kosowa
Narodowa Galeria Sztuki Kosowa (alb. Galeria Kombëtare e Arteve e Kosovës) – galeria sztuki w Prisztinie, założona w 1979.

## Historia
Narodowa Galeria Sztuki Kosowa została otwarta w lutym 1979 jako instytucja kulturalna, która miała zachować dzieła sztuki powstałe na terytorium Kosowa. Przyjęła imię malarza Muslima Mulliqiego. Istotnym składnikiem kolekcji stały się prace artystów, którzy ukończyli Akademię Sztuki w Prisztinie, założoną w 1973.
Po zakończeniu wojny o Kosowo w 1999 Galeria zaczęła gromadzić dzieła sztuki, które ocalały ze zniszczonych w czasie działań wojennych pracowni i kolekcji. Od tego czasu w budynku Galerii zorganizowano ponad 200 wystaw, na których prezentowano kosowskie dzieła sztuki, ale także dzieła zagranicznych artystów. Galeria posiada status instytucji państwowej i podlega bezpośrednio ministerstwu kultury. Od 2013 dyrektorem Galerii jest Arta Agani.

## Budynek
Budynek, w którym mieści się obecnie Narodowa Galeria Sztuki Kosowa, został wzniesiony w 1935 jako obiekt wojskowy. W latach 1955–1981 pełnił funkcję biblioteki. W latach 1981–1982 został zaadaptowany do celów wystawienniczych przez architekta Agusha Beqiriego i miał pełnić funkcję Muzeum Rewolucji. Od 1995 stał się formalnie siedzibą galerii narodowej.

## Działalność wydawnicza
Narodowa Galeria Sztuki Kosowa publikuje katalogi, broszury, a także monografie poświęcone współczesnej sztuce Kosowa.